# Wang Fei (beachvolleyballer)
Wang Fei (vereenvoudigd Chinees: 王菲; Henan, 6 augustus 1981) is een Chinees voormalig beachvolleyballer. Met Tian Jia behaalde ze bij de wereldkampioenschappen een bronzen medaille en nam ze eenmaal deel aan de Olympische Spelen.

## Carrière
Wang debuteerde in 1998 met Kang Yu Juan in Dalian in de FIVB World Tour. Ze deed met Ge Rui aan de twee volgende edities van het toernooi in Dalian mee. Van 2001 tot en met 2005 vormde Wang een team met Tian Jia. Ze namen het eerste jaar deel aan acht reguliere toernooien in de World Tour met vijf toptienplaatsen als resultaat. Bij de WK in Klagenfurt bereikte het duo de zestiende finale waar het werd uitgeschakeld door het Italiaanse tweetal Lucilla Perrotta en Daniela Gattelli. In 2002 speelden ze negen wedstrijden met drie vijfde plaatsen aan het eind van het seizoen als beste resultaat (Klagenfurt, Osaka en Maoming). Daarnaast wonnen ze in Busan de gouden medaille bij de Aziatische Spelen ten koste van hun landgenoten Wang Lu en You Wenhui. Het jaar daarop deden Wang en Tian in aanloop naar de WK in Rio de Janeiro mee aan elf toernooien. Het duo behaalde twee zeges (Bali en Milaan), een vierde plaats (Los Angeles) en drie vijfde plaatsen (Stavanger, Marseille en Lianyungang). In Rio kwamen ze wederom niet verder dan de zestiende finale, waar het Duitse duo Helke Claasen en Judith Deister ditmaal te sterk was.
In 2004 namen Wang en Tian deel aan zes toernooien in de World Tour met een vierde plaats in Fortaleza en een negende plaats in Shanghai als beste resultaat. Bij de Olympische Spelen in Athene verloor het duo in de achtste finale van de latere olympisch kampioenen Kerri Walsh en Misty May. Het daaropvolgende seizoen waren Wang en Tian actief op negen reguliere FIVB-toernooien waarbij ze enkel in de top vijf eindigden. Ze behaalden een tweede plaats (Gstaad), drie derde plaatsen (Stavanger, Parijs en Klagenfurt), een vierde plaats (Shanghai) en vier vijfde plaatsen (Osaka, Milaan, Sint-Petersburg en Espinho). In Berlijn wonnen Wang en Tian bij de WK de bronzen medaille door Larrea en Fernández in de troostfinale te verslaan, nadat ze in de halve finale tegen Walsh en May door een blessure moesten opgeven. In oktober 2005 nam Wang met Zhang Ying daarnaast deel aan twee FIVB-toernooien en in 2008 speelde ze met Tian in Sanya haar laatste wedstrijd in de World Tour.

## Palmares
Kampioenschappen
- 2002:  Aziatische Spelen
- 2004: 9e OS
- 2005:  WK

FIVB World Tour
- 2003:  Bali Open
- 2003:  Milaan Open
- 2005:  Gstaad Open
- 2005:  Grand Slam Stavanger
- 2005:  Grand Slam Parijs
- 2005:  Grand Slam Klagenfurt